# Aduipliin (dijalekt)
Aduipliin (Code: alc-adu[neaktivna poveznica]; Adwipliin), dijalekt ili jezik Adwipliin Indijanaca iz južnog Čilea, naseljenih nekada na otoku Londonderry. Spominje ih Spegazzini.
Aduipliinski se klasificira porodici alacalufan, kao dijalekt jezika alacaluf ili Qawasqar [alc]